# Euscorpius calabriae
Espèce
Synonymes
- Euscorpius carpathicus calabriae Caporiacco, 1950

Euscorpius calabriae est une espèce de scorpions de la famille des Euscorpiidae.

## Distribution
Cette espèce est endémique d'Italie. Elle se rencontre en Calabre et dans le Sud du Basilicate.

## Systématique et taxinomie
Cette espèce a été décrite sous le protonyme Euscorpius carpathicus calabriae par Caporiacco en 1950. Elle est placée en synonymie avec Euscorpius sicanus par Fet, Soleglad, Gantenbein, Vignoli, Salomone, Fet et Schembri en 2003. Elle est relevée de sa synonymie et élevée au rang d'espèce par Tropea en 2017.

## Étymologie
Son nom d'espèce lui a été donné en référence au lieu de sa découverte, la Calabre.

## Publication originale
- Caporiacco, 1950 : Le specie e sottospecie del genere Euscorpius viventi in Italia ed in alcune zone confinanti. Atti della Accademia nazionale dei Lincei, Roma, sér. 8, vol. 2, no 4, p. 159-230.